# Kevin Costner
Kevin Michael Costner (født 18. januar 1955 i Lynwood, Californien, USA) er en amerikansk skuespiller, filminstruktør og -producent.

## Udvalgte film
- Hidden Figures, 2016
- 3 Days to Kill, 2014
- Mr. Brooks, 2007 – også producer
- Open Range, 2003
- Dragonfly, 2002
- 3000 Miles To Graceland, 2001
- For Love Of The Game, 2000
- Knock Out, 2000
- Thirteen Days, 2000 – producent
- Brevet i flasken (Message in a Bottle), 1999
- For Love of the Game, 1999
- The Postman, 1997 – instruktør
- Tin Cup, 1996
- Waterworld, 1995
- The War, 1994
- Wyatt Earp, 1994
- A Perfect World, 1993
- Bodyguard, 1992
- JFK, 1991
- Robin Hood - Den Fredløse (Robin Hood: Prince of Thieves), 1991
- Truth or Dare - in bed with Madonna, 1991
- Danser med ulve (Dances with Wolves), 1990
- Revenge - hævnens pris (Revenge), 1990
- Field of Dreams, 1989
- En sikker vinder (Bull Durham), 1988
- De uovervindelige, 1987
- Ingen vej tilbage (No Way Out), 1987
- Sizzle Beach (Sizzle Beach, U.S.A.), 1986
- Farvel til kliken (Fandango), 1985
- Fuld fart over feltet (American Flyers), 1985
- Silverado, 1985
- The Gunrunner, 1984
- Bord til fem (Table for Five), 1983
- Gensyn med vennerne (The Big Chill), 1983
- Stacy's Knights, 1983
- Frances, 1982
- Natholdet (Night Shift), 1982